# 徐俐
徐俐（1961年8月2日—），湖南临湘人，前中国中央电视台中文国际频道《中国新闻》及《今日关注》主持人。曾有过两段婚姻，现任丈夫为《北京青年报》编辑张天蔚。她和前夫育有一子，另著有多部书籍。

## 生涯
1961年8月2日，徐俐出生在湖南省湘潭专区临湘县（今属岳阳市）。1978年，徐俐考入长沙人民广播电台。1986年，徐俐被调入长沙电视台。
1992年，徐俐从长沙电视台应聘上中国中央电视台。后任中国中央电视台中文国际频道新闻组组长。
2017年4月2日，徐俐发表文章，宣布离开《中国新闻》主播岗位。其后继续主持《今日关注》。
2021年8月25日，在主持完当天《今日关注》之后，年届六旬的徐俐正式退休。
2022年6月，央视返聘徐俐为科教频道的主持人，同年8月徐俐成为中国电视艺术家协会主持人专业委员会会长。
2024年9月18日，湖南师范大学聘任徐俐为“潇湘学者”讲座教授。
2024年12月，徐俐在央华戏剧出品的话剧《日出》中饰演顾八奶奶，系首次饰演话剧角色。

## 家庭
徐俐的丈夫名叫“张天蔚”，北京人，父母都是中国中央美术学院教授、雕塑家。两人日常夫妻生活甜蜜，张天蔚亲切地称呼徐俐为“小可爱”、“小东西”。

## 书籍作品
- . 广西壮族自治区: 漓江出版社. 2010. ISBN 9787540746087.[10]
- . 广西壮族自治区: 漓江出版社. 2011. ISBN 9787540751104.
- 徐俐; 张天蔚. . 广西壮族自治区: 漓江出版社. 2011. ISBN 9787540749163.

## 奖项
- 国家政府奖[4]
- 华语节目主持人金奖[4]